# علاج الشيخوخة
علاج الشيخوخة (بالإنجليزية: Senotherapy) هو مجال بحث أساسي يعتمد على المراحل المبكرة لتطوير العوامل والإستراتيجيات العلاجية الممكنة لاستهداف الشيخوخة الخلوية على وجه التحديد -حالة الخلايا المتغيرة المرتبطة بالشيخوخة والأمراض المرتبطة بالعمر، ويعتبر الاسم مستمدًا من الأدوية المضادة للشيخوخة المقترحة لوقف «الشيخوخة»، واعتبارًا من عام 2017 تظل الكثير من الأبحاث تمهيديةً ولا توجد أدوية معتمدة لهذا الغرض.

## أنواع
تشمل علاجات السن ما يلي:
- واقي الشيخوخة وهو العوامل والإستراتيجيات التي تمنع أو تعكس الحالة الهرمة عن طريق منع مسببات الشيخوخة الخلوية، مثل تلف الحمض النووي[2][3][4] والإجهاد التأكسدي[5] والإجهاد البروتيني السمِّي[6]وتقصير التيلومير[7] (أي منشطات التيلوميراز ).
- مثبطات SASP وهي العوامل التي تتداخل مع النمط الظاهري المفرز للالتهاب - إفراز النمط الإفريقي (SASP)[8][9]، بما في ذلك:
  1. جلايكورتيكود كمثبطات قوية لمكونات مختارة من SASP[10]
  2. ستاتين مثل سيمفاستاتين، التي يمكن أن تقلل من التعبير عن السيتوكينات المؤيدة للالتهابات (IL-6، IL-8، و MCP-1)[11]
  3. مثبطات JAK1 / 2 مثل ruxolitinib[12][13]
  4. مثبطات NF-andB و p38
  5. حاصرات IL-1α
  6. مستنفدات الميتوكوندريا في حالة ضعف البلعمة[14]
- Senolytics - الجزيئات الصغيرة التي تحفز موت الخلايا على وجه التحديد في الخلايا المتشيخة،[15][16] تستهدف مسارات البقاء على قيد الحياة وآليات مكافحة موت الخلايا المبرمج والأجسام المضادة وأدوية توصيل الأدوية المضادة للأجسام المضادة.
- الأشكال الشيخوخية (Senomorphics) وهي جزيئات صغيرة تعمل على قمع الأنماط الظاهرية للشيخوخة دون قتل الخلايا.[17]
- إستراتيجيات العلاج الجيني وهي تحرير جينات خلايا الكائن الحي من أجل زيادة مقاومتها للشيخوخة وأمراض الشيخوخة وإطالة عمر الكائن الحي.[3][18]